# Robert Fludd
Robert Fludd (lat. Robertus de Fluctibus) (Bearsted, Kent, 1574. – London, 8. rujna 1637.), engleski liječnik, astrolog i mistički filozof.
Liječnik u Londonu, pristaša Paracelsusa i Nikole Kuzanskog. Neki ga smatraju osnivačem slobodnog zidarstva.

## Životopis
Bio je sin viteza koji je uživao patronat kraljice Elizabete I., služeći kao vojni blagajnik u Flandriji. Budući da nije želio slijediti vojnu karijeru svoga oca, studirao je medicinu u Oxfordu.
U razdoblju 1598. – 1604. godine putovao je po Francuskoj, Španjolskoj i Italiji, a neko vrijeme je proveo u Njemačkoj služeći kao tutor u različitim plemićkim obiteljima.
Godine 1605. vratio se u Englesku, a sljedeće godine započeo je liječničku praksu. Također, bavio se proizvodnjom lijekova i alkemijom. U svojim djelima doticao se hermetičke filozofije, a svoju raspravu Apologia compendiaria iz 1616. godine posvetio je obrani rozenkrojcera, zbog čega i danas prevladava nedokazano uvjerenje da je bio njihov član.